# Игрунов, Вячеслав Владимирович
Вячесла́в Влади́мирович Игруно́в (род. 28 октября 1948 года, с. Черницы Житомирской области) — российский политический деятель, участник диссидентского движения в СССР, один из основателей общества «Мемориал» и партии «Яблоко». Депутат Государственной думы РФ I—III созывов. Основатель и лидер партии СЛОН. Директор Международного института гуманитарно-политических исследований (ИГПИ).

## Биография
Родился 28 октября 1948 года. Мать — Полянская Апполония Ивановна, 1921 года рождения, врач. Отец — Игрунов Виль Никифорович, 1924 года рождения, член КПСС, директор пух.-мех. базы.
Отец с 1968 года с сыном практически не общался. Причины разрыва: сын вопреки воле отца поступил на истфак, переходил с работы на работу, подолгу не работал вообще, женился.
Первая жена — Арцимович Светлана Феликсовна (1950-2012),  в браке с 1968  по 1977 год.
Дочь — Юлия. 

## Политическая и общественная деятельность

### Диссидент
С 1965 года занимается политической деятельностью. Организатор нелегального марксистского кружка, в котором обсуждались вопросы преобразования советского общества. Изучал экономику в Одесском институте народного хозяйства (1969—1973), был отчислен за политическую деятельность за год до окончания.
Создал самую обширную в СССР библиотеку неподцензурной литературы в Одессе, с группой единомышленников собирал туда произведения классиков начала века, запрещённые книги советских и эмигрантских писателей, а также самиздат. Библиотека к концу 1970-х годов функционировала в дюжине городов СССР (в ней заказывали книги жители Москвы, Ленинграда, Риги, Киева) и имела два небольших филиала — в Запорожье и Новосибирске. В начале 1970-х годов участвовал[как?] в разработке комплексной программы демократических и рыночных реформ.
1 марта 1975 года был арестован по обвинению «в хранении, изготовлении и распространении клеветнических материалов о советском общественном и государственном строе». Отказался участвовать в следствии. Был направлен на психиатрическую экспертизу сначала в одесскую психиатрическую больницу, где комиссия, несмотря на сильное давление КГБ, отказалась дать заключение о вменяемости «ввиду сложной структуры личности». Затем был переведён в Институт психиатрии им. Сербского (Москва), где провёл два месяца — там ему был поставлен диагноз «вялотекущая шизофрения» и рекомендовано лечение в специальной психиатрической больнице. Из-за международных протестов был вновь освидетельствован непосредственно в следственном изоляторе, после чего рекомендация была изменена на более мягкую — содержание в больнице общего типа. Большую роль в том, что Игрунов не был отправлен в спецпсихбольницу и затем относительно быстро освобождён, сыграла широкая огласка его дела на Западе, активность А. Д. Сахарова, Н. Е. Горбаневской и ряда других деятелей правозащитного движения.
После суда, состоявшегося в Одессе (1-13 марта 1976, ХТС № 40-44), был направлен на лечение в психиатрическую больницу, где находился до начала 1977 года.
В 1980 году работал почтальоном 74-го отделения связи Киевского узла связи Одесского почтамта. В 1980—1982 гг. сторож («контролер КПП военизированной охраны Научно-исследовательского технологического института „Темп“») в Одессе, был уволен с работы как диссидент. В 1983—1987 гг. техник, инженер, мастер, старший мастер Одесского объединения «Точмаш».

### Деятель эпохи Перестройки
В 1987—1988 годах был внештатным корреспондентом бюллетеня Советского комитета защиты мира (СКЗМ) «Век XX и мир». В 1987 году был одним из инициаторов создания общества «Мемориал». Основатель и участник нескольких политических клубов — КСИ (Клуба социальных инициатив — в то время первого реально действующего политического клуба Москвы), «Перестройка», «Перестройка-88». В 1988 году участвовал в работе Оргкомитета Московского народного фронта, но вскоре покинул его из-за разногласий с социалистическим большинством. В 1988—1991 годах начальник отдела социальных проектов Научно-технического кооператива «Перспектива».
В 1988 году стал одним из основателей и фактическим руководителем Московского бюро информационного обмена (М-БИО) — одного из первых негосударственных исследовательских центров (занимался сбором материалов самиздата, выпуском собственных самиздатских газет, журналов, бюллетеней). С мая 1988 по 1989 год был соредактором самиздатской газеты «Хронограф». С 1990 года — директор Института гуманитарно-политических исследований (ИГПИ), созданного на основе М-БИО.
Участвовал во многих общественных инициативах. В 1989 году — инициатор создания Высших социологических курсов (1988 год) Советской социологической ассоциации. В 1990 году стал одним из основателей и сопредседатель Комитета помощи беженцам и переселенцам «Гражданское содействие». В сентябре 1990 года вошёл в оргкомитет Движения «Демократическая Россия» (ДР) как представитель одновременно «Мемориала» и М-БИО. В 1990—1992 годах — директор научно-исследовательского центра Ассоциации «Социальные программы».
В 1992—1993 годах был начальником Информационно-аналитического центра Государственного комитета РФ по национальной политике.
После событий сентября—октября 1993 года вошёл в инициативную группу Движения за демократию и права человека.

### Депутат Госдумы, один из лидеров «Яблока»
В октябре 1993 года один из создателей блока «ЯБЛоко». В 1995—2001 годах входил в состав бюро Центрального совета, возглавлял комиссию по партстроительству и работе с региональными организациями. В 1996—2000 годах был заместителем председателя «Яблока». Возглавлял московскую организацию «Яблока».
В 1994—1995 годах — депутат Государственной думы России первого созыва, избран по списку «Яблока». Заместитель председателя Комитета по делам Содружества Независимых Государств и связям с соотечественникам.
В 1996—1999 — депутат Государственной думы второго созыва, избран по списку «Яблока». Заместитель председателя Комитета по делам Содружества Независимых Государств и связям с соотечественникам, председатель подкомитета по гуманитарным, социальным вопросам, вопросам культуры, науки и экологии.
Был руководителем избирательной кампании объединения «Яблоко» на выборах в Государственную думу 1999, главным редактором газеты «Московское Яблоко».
В 2000—2003 — депутат Государственной думы третьего созыва, избран по списку «Яблока». Заместитель председателя Комитета по делам Содружества Независимых Государств и связям с соотечественниками.

### Лидер партии СЛОН
Осенью 2001 года вышел из «Яблока», заявив, что партия превратилась в «команду обслуживания несостоявшихся амбиций одного человека» (имелся в виду Г. А. Явлинский). С ноября 2002 — председатель партии СЛОН («Союз людей за образование и науку»), которая возникла в октябре 2002 года фактически в результате отделения от партии «Яблоко» группы сторонников В. В. Игрунова. Партия зарегистрирована Минюстом 24 июня 2003 года (регистрационный № 4260), а 29 августа 2003 были зарегистрированы 47 региональных отделений СЛОНа, что позволило партии самостоятельно участвовать в выборах.
Возглавлял её список на думских выборах 2003 года (партия заняла предпоследнее место, получив 0,2 % голосов избирателей). В программе партии сказано, что она «создаётся как объединение сторонников устойчивого развития страны на основе использования инновационных технологий, перевода экономики и общественной жизни России в качественно новое состояние путём мобилизации интеллектуального потенциала российского народа». Партия утратила официальную регистрацию в начале 2007 года в связи с реформой избирательной системы, лишившей регистрации партии, не соответствовавших порогу численности в 50 000 членов.

### В 2007—2018 годах

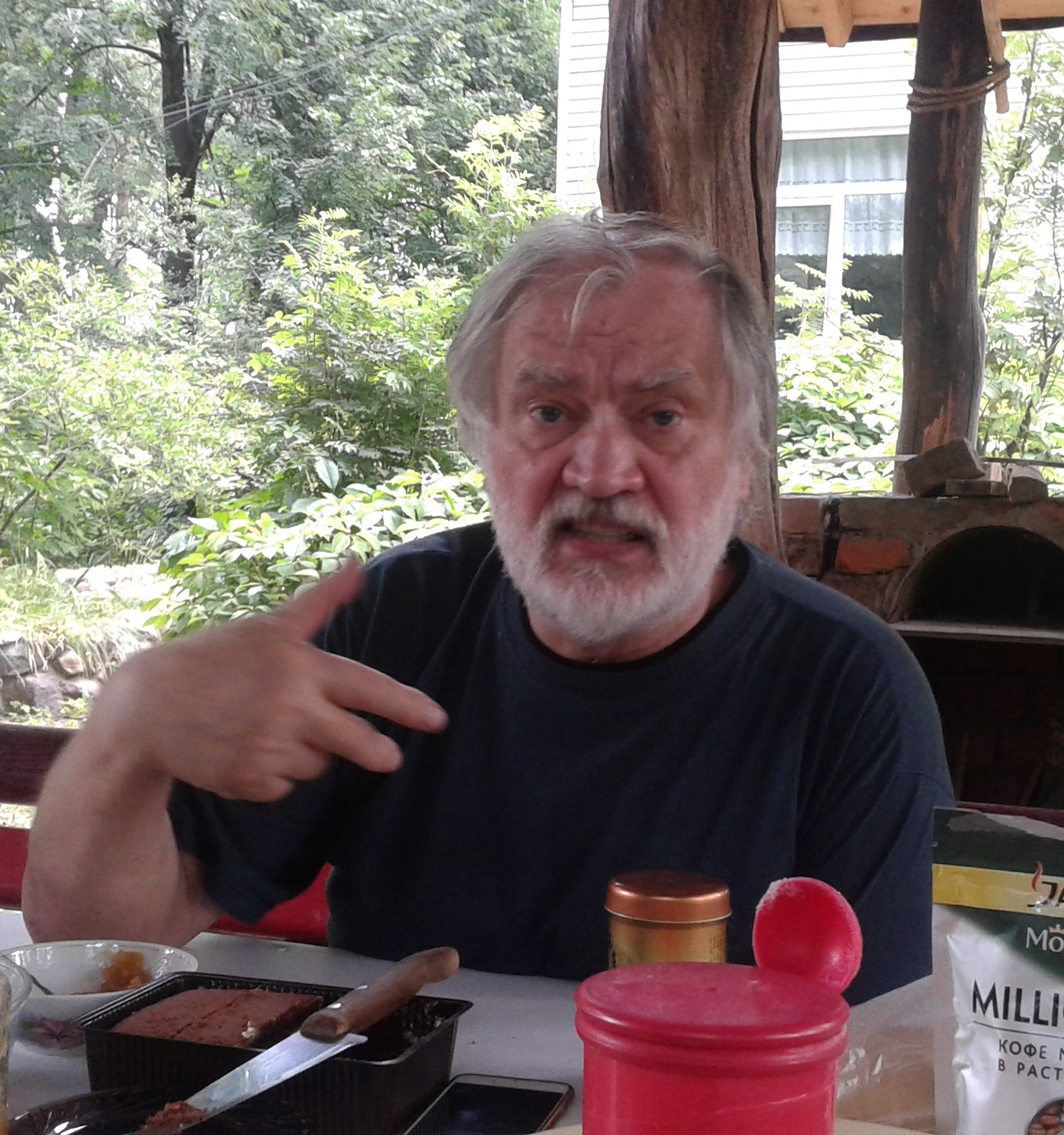
Вячеслав Игрунов летом 2016 года

В 2007 году был избран заместителем председателя Общероссийского общественного движения «Союз социал-демократов» (председатель Михаил Горбачёв), на основе которого планировалось создание независимой социал-демократической партии к выборам 2011 года. Движение было ликвидировано по решению суда в 2017 году.
Во время протестного движения 2012 года стал соучредителем социал-демократической организации «Левый альянс», также намеревавшейся стать политической партией.

### В настоящее время
В 2019 году вернулся в «Яблоко» по приглашению для урегулирования внутрипартийного конфликта между руководством "Яблока" и Максимом Кацем. Игрунов принял предложение вернуться в партию, объяснив своё решение тем, что «для интеллигентных людей сейчас нет никакой иной площадки, кроме „Яблока“».
Отношение Игрунова к войне на Украине: "Война – это падение в пропасть [...] гибель почти неизбежна [...] надо в полете, собрав волю в кулак, сгруппироваться, чтобы наилучшим образом приземлиться и, выжив, никогда больше не приближаться к опасному краю. У вас нет альтернатив, хотя, вероятнее всего, вас ждет скорая кончина, и не в вашей воле избрать другой конец. Но я, человек, летя над бездной, воплю: остановись! Остановись сейчас же!"
В 2024 году в доме Вячеслава Игрунова и по совместительству учебном центре ИГПИ произошёл пожар, в результате которого сгорели уникальные архивные документы, картины и компьютерная техника. По словам провоенного журналиста Александра Чаленко в доме также сгорела гуманитарная помощь и рации для российских военных, принадлежавшие "Гуманитарному корпусу 1612" .